# ReAle
ReAle è il settimo album in studio del rapper italiano J-Ax, pubblicato il 24 gennaio 2020 dalla Epic Records.

## Descrizione
Si tratta del primo album di inediti del rapper a distanza di cinque anni da Il bello d'esser brutti e si compone di sedici brani, di cui alcuni realizzati insieme ad altri artisti come Annalisa, Max Pezzali e Paola Turci, più le versioni rimasterizzate di Tutto tua madre e Ostia Lido, usciti come singoli tra il 2018 e il 2019. Riguardo alla scelta del titolo, lo stesso J-Ax ha dichiarato:

## Promozione
ReAle è stato annunciato verso il mese di dicembre 2019 e distribuito nel gennaio dell'anno successivo in edizione standard e limitata, quest'ultima contenente un Blu-ray con il dietro le quinte della realizzazione dell'album stesso. Il 10 gennaio 2020 J-Ax ha presentato il primo singolo La mia hit, realizzato con la partecipazione di Max Pezzali; per esso è stato realizzato anche un video musicale, diretto da Fabrizio Conte e diffuso a partire dal 15 dello stesso mese. Come secondo estratto è stato scelto Supercalifragili, in collaborazione con Annalisa ed entrato in rotazione radiofonica a partire dal 20 marzo.
Il 27 agosto 2021 J-Ax ha pubblicato la riedizione dell'album, intitolata SurreAle. Rispetto all'edizione originaria è presente un disco aggiuntivo contenente materiale inedito composto durante le misure di confinamento imposte a causa della pandemia di COVID-19, tra cui i singoli pubblicati tra maggio 2020 e maggio 2021: Una voglia assurda, Via di qua, Voglio la mamma e Salsa; l'edizione deluxe contiene anche Uncool & Proud, album punk rock realizzato con il chitarrista Marco "The Hammer" Arata.

## Tracce

### Edizione standard
1. Mainstream (la scala sociale del rap) – 3:26
2. Supercalifragili (feat. Annalisa e Luca Di Stefano) – 2:50
3. Quando piove, diluvia – 3:42
4. Beretta (feat. Boomdabash) – 3:31
5. Pericoloso (feat. Chadia Rodríguez) – 3:40
6. La mia hit (feat. Max Pezzali) – 3:32
7. Siamesi (feat. Paola Turci) – 3:29
8. Reale – 3:42
9. Cristoforo Colombo (feat. Sergio Sylvestre) – 3:28
10. Fiesta! (feat. Il Cile) – 2:57
11. Cuore a lato (feat. Enrico Ruggeri) – 3:23
12. Per sempre nell'83 (feat. Il Pagante) – 3:17
13. RedNeck (feat. Jake La Furia) – 3:38
14. Il terzo spritz – 2:51
15. Sarò scemo – 2:38
16. A me mi – 3:26
17. Ostia Lido – 2:52
18. Tutto tua madre – 3:46

BD bonus nell'edizione speciale
1. Making of ReAle

### SurreAle
CD 1
1. Skit (feat. AlbadiGarba) – 0:44
2. Amo l'odio – 3:09
3. Salsa (feat. Jake La Furia) – 3:14
4. Sono un fan – 2:46
5. Tifo Italia – 3:24
6. Un tera di felicità (feat. Ermal Meta) – 3:26
7. Stronzy – 2:29
8. Che classe (feat. Francesco Sarcina) – 3:31
9. I film di Truffaut – 2:44
10. Canzone country (feat. Federica Abbate) – 3:09
11. Voglio la mamma – 2:45

CD 2
1. Via di qua (feat. Mr. Rain) – 3:27
2. Una voglia assurda – 2:54
3. Mainstream (la scala sociale del rap) – 3:26
4. Supercalifragili (feat. Annalisa e Luca Di Stefano) – 2:50
5. Quando piove, diluvia – 3:42
6. Beretta (feat. Boomdabash) – 3:31
7. Pericoloso (feat. Chadia Rodríguez) – 3:40
8. La mia hit (feat. Max Pezzali) – 3:32
9. Siamesi (feat. Paola Turci) – 3:29
10. Reale – 3:42
11. Cristoforo Colombo (feat. Sergio Sylvestre) – 3:28
12. Fiesta! (feat. Il Cile) – 2:57
13. Cuore a lato (feat. Enrico Ruggeri) – 3:23
14. Per sempre nell'83 (feat. Il Pagante) – 3:17
15. RedNeck (feat. Jake La Furia) – 3:38
16. Il terzo spritz – 2:51
17. Sarò scemo – 2:38
18. A me mi – 3:26
19. Ostia Lido – 2:53
20. Tutto tua madre – 3:42

LP – J-Axonville - Uncool & Proud
1. Sansone – 3:15
2. Retirement Plan (vecchio, drogato e armato) – 2:46
3. Killing Cool People (la gente cool) – 2:57
4. Death to Contractors (vi meritate la crisi) – 3:31
5. Boomer Genocide (l'unica soluzione) – 2:47
6. Old Punk (violenza pedagogica) – 3:32
7. I Never Liked Me (non mi piaccio più) – 1:58
8. Waterpark Fucking (nel cesso dell'Acquafan) – 3:22
9. Narcissistic Bitch (rotture di cazzo) – 2:37
10. Vasco's Fault (colpa di Vasco) – 3:20
11. Ramones Is Sex Music (la mia tipa) – 2:58

## Classifiche

### Classifiche settimanali
| Classifica (2020) | Posizione massima |
| ----------------- | ----------------- |
| Italia            | 1                 |

### Classifiche di fine anno
| Classifica (2020) | Posizione |
| ----------------- | --------- |
| Italia            | 17        |
| Classifica (2021) | Posizione |
| Italia            | 83        |